# Tarenna subsessilis
Tarenna subsessilis là một loài thực vật có hoa trong họ Thiến thảo. Loài này được (A.Gray) Ito miêu tả khoa học đầu tiên năm 1911.